# Circunscripción electoral de Guipúzcoa

Circunscripción de Guipúzcoa
Cortes Generales* Congreso: 6 escaños (de 350)
- Senado: 4 senadores (de 266)Parlamento Vasco* 25 escaños (de 75)

Guipúzcoa es una de las 52 circunscripciones electorales españolas utilizadas como distritos electorales para el Congreso de los Diputados y el Senado, que son las Cámaras Baja y Alta del Parlamento español. Le corresponden 6 diputados y 4 senadores.
También es una de las 3 circunscripciones electorales del País Vasco para las elecciones autonómicas, en que elige 25 parlamentarios. Se corresponde con la provincia homónima.

## Ámbito de la circunscripción y sistema electoral
En virtud de los artículos 68.2 y 69.2 de la Constitución Española de 1978 los límites de la circunscripción debe ser los mismos que los de la provincia de Guipúzcoa, y en virtud del artículo 140, esto solo puede modificarse con la aprobación del Congreso de los Diputados. El voto es sobre la base de sufragio universal secreto. En virtud del artículo 12 de la constitución, la edad mínima para votar es de 18 años.
En el caso del Congreso de los Diputados, el sistema electoral utilizado es a través de una lista cerrada con representación proporcional y con escaños asignados usando el método D'Hondt. Solo las listas electorales con el 3 % o más de todos los votos válidos emitidos, incluidos los votos «en blanco», es decir, para «ninguna de las anteriores», se pueden considerar para la asignación de escaños. En el caso del Senado, el sistema electoral sigue el escrutinio mayoritario plurinominal. Se eligen cuatro senadores y los partidos pueden presentar un máximo de tres candidatos. Cada elector puede escoger hasta tres senadores, pertenezcan o no a la misma lista. Los cuatro candidatos más votados son elegidos.

## Parlamento Vasco

### Diputados obtenidos por partido (1980-2024)
|                        | Eusko Alkartasuna                               | EA       |    |    | 6  | 5  | 4  | 4  | 4c | 5c | 1  | 9  | 8  | 9  | 11 |
|                        | Euskal Herria Bildu                             | EH Bildu |    |    |    |    |    |    |    |    |    | 9  | 8  | 9  | 11 |
|                        | Partido Nacionalista Vasco                      | EAJ-PNV  | 9  | 11 | 4  | 6  | 6  | 6  | 8c | 5c | 10 | 9  | 9  | 10 | 9  |
|                        | Partido Socialista de Euskadi-Euskadiko Ezkerra | PSE-EE   | 3  | 6  | 6  | 5  | 4  | 4  | 4  | 5  | 8  | 5  | 3  | 3  | 4  |
|                        | Partido Popular del País Vasco                  | PP Vasco | 0a | 1a | 0  | 1  | 3  | 4  | 4  | 3  | 3  | 2  | 2  | 1d | 1  |
|                        | Ezker Anitza-Izquierda Unida                    | EzAn-IU  |    |    | 0  | 0  | 2  | 0  | 1  | 1  | 1  | 0  | 3  | 2  |    |
|                        | Elkarrekin Podemos                              | PODEMOS  |    |    |    |    |    |    |    |    |    |    | 3  | 2  |    |
| Partidos desaparecidos |                                                 |          |    |    |    |    |    |    |    |    |    |    |    |    |    |
|                        | Herri Batasuna                                  | HB       | 4  | 5  | 6  | 6  | 6  | 7b | 4b |    |    |    |    |    |    |
|                        | Euskadiko Ezkerra                               | EE       | 3  | 2  | 3  | 2  |    |    |    |    |    |    |    |    |    |
|                        | Partido Comunista de las Tierras Vascas         | EHAK     |    |    |    |    |    |    |    | 5  |    |    |    |    |    |
|                        | Aralar                                          | ARALAR   |    |    |    |    |    |    |    | 1  | 2  | d  | d  |    |    |
|                        | Unión de Centro Democrático                     | UCD      | 1  | 0  |    |    |    |    |    |    |    |    |    |    |    |
| Total                  | Total                                           | Total    | 20 | 25 | 25 | 25 | 25 | 25 | 25 | 25 | 25 | 25 | 25 | 25 | 25 |

a Los resultados corresponden a los de Coalición Popular: Alianza Popular-Partido Demócrata Popular-Unión Liberal (AP-PDP-UL).

b Los resultados corresponden a los de Euskal Herritarrok (EH).

c En 2001 y 2005, Euzko Alderdi Jeltzalea-Partido Nacionalista Vasco (EAJ-PNV) y Eusko Alkartasuna (EA) se presentaron en coalición.

d El Partido Popular del País Vasco se unió con Ciudadanos-Partido de la Ciudadanía en la coalición PP+Cs.

## Congreso de los Diputados
| Candidatura            | Candidatura                | 1977 | 1979 | 1982 | 1986 | 1989 | 1993 | 1996 | 2000 | 2004 | 2008 | 2011 | 2015 | 2016 | 2019 (I) | 2019 (II) | 2023 |
| ---------------------- | -------------------------- | ---- | ---- | ---- | ---- | ---- | ---- | ---- | ---- | ---- | ---- | ---- | ---- | ---- | -------- | --------- | ---- |
|                        | Partido Nacionalista Vasco | 3    | 2    | 3    | 2    | 1    | 1    | 1    | 2    | 2    | 2    | 1    | 2    | 2    | 2        | 2         | 2    |
|                        | PSE-EE (PSOE)              | 3    | 2    | 2    | 2    | 2    | 2    | 2    | 1    | 2    | 3    | 1    | 1    | 1    | 1        | 1         | 2    |
|                        | Euskal Herria Bildu        |      |      |      |      |      |      |      |      |      |      |      | 1    | 1    | 2        | 2         | 2    |
|                        | Eusko Alkartasuna          |      |      |      |      | 1    | 1    | 1    | 1    | 1    | 0    | 3    | 1    | 1    | 2        | 2         | 2    |
|                        | Partido Popular            | 0    | 0    | 0    | 0    | 0    | 1    | 1    | 2    | 1    | 1    | 1    | 0    | 0    | 0        | 0         | 0    |
|                        | Elkarrekin Podemos         |      |      |      |      |      |      |      |      |      |      |      | 2    | 2    | 1        | 1         | 0    |
| Partidos desaparecidos |                            |      |      |      |      |      |      |      |      |      |      |      |      |      |          |           |      |
|                        | Herri Batasuna             |      | 1    | 1    | 2    | 2    | 1    | 1    |      |      |      |      |      |      |          |           |      |
|                        | Euskadiko Ezkerra          | 1    | 1    | 1    | 1    | 1    |      |      |      |      |      |      |      |      |          |           |      |
|                        | UCD                        |      | 1    | 0    | 0    |      |      |      |      |      |      |      |      |      |          |           |      |
| Total                  | Total                      | 7    | 7    | 7    | 7    | 7    | 6    | 6    | 6    | 6    | 6    | 6    | 6    | 6    | 6        | 6         | 6    |

- Euskadiko Ezkerra se integró en la federación vasca del PSOE en 1993, momento a partir del cual esta pasó a conocerse como PSE-EE (PSOE).
- EAJ-PNV sufrió una escisión en 1986 de la que surgió Eusko Alkartasuna (EA). Ambas formaciones políticas se presentaron por separado en las elecciones generales a partir de 1989.
- EA formó una coalición electoral con Euskal Ezkerra, en las elecciones generales de 1993.
- En 2011, Eusko Alkartasuna, Aralar y otras formaciones de la denominada izquierda abertzale se unieron para formar la coalición Amaiur, que posteriormente constituiría EH Bildu a partir de 2015.

## Diputados elegidos

### Diputados elegidos para la Legislatura Constituyente (1977-1979)
| Partidos y coaliciones | Votos   | %     | Escaños | Miembros electos                                                                         |
| ---------------------- | ------- | ----- | ------- | ---------------------------------------------------------------------------------------- |
| (PNV)                  | 102.494 | 31,00 | 3       | Xabier Arzálluz Antía, Gerardo Bujanda Sarasola y Andoni Monforte Arregui                |
| (PSE-PSOE)             | 93.010  | 28,13 | 3       | Carlos Corcuera Orbegozo, José Antonio Maturana Plaza y Enrique Múgica Herzog            |
| (EE)                   | 31.208  | 9,44  | 1       | Francisco Letamendía Belzunce (1977-1978) (sustituto: Francisco Javier Iturrioz Herrero) |

### Diputados elegidos para la I Legislatura (1979-1982)
| Partidos y coaliciones | Votos  | %     | Escaños | Miembros electos                                                                                      |
| ---------------------- | ------ | ----- | ------- | --- |
| (PNV)                  | 87.090 | 26,55 | 2       | Xabier Arzálluz Antía (1979-1980) (sustituto: Gerardo Bujanda Sarasola) y Andoni Monforte Arregui     |
| (PSE-PSOE)             | 59.863 | 18,25 | 2       | José Antonio Maturana Plaza (1979-1980) (sustituto: Carlos Corcuera Orbegozo) y Enrique Múgica Herzog |
| (HB)                   | 57.811 | 17,62 | 1       | Telesforo de Monzón y Ortiz de Urruela (1979-1980) (sustituto: Antonio María Ibarguren Jáuregui)      |
| (UCD)                  | 50.551 | 15,41 | 1       | Marcelino Oreja Aguirre (1979-1980) (sustituto: Jaime Mayor Oreja)                                    |
| (EE)                   | 42.293 | 12,89 | 1       | Juan María Bandrés Molet                                                                              |

### Diputados elegidos para la II Legislatura (1982-1986)
| Partidos y coaliciones | Votos   | %     | Escaños | Miembros electos                                                                  |
| ---------------------- | ------- | ----- | ------- | --------------------------------------------------------------------------------- |
| (PNV)                  | 125.389 | 32,74 | 3       | Ignacio María Echeberría Monteberría, Andoni Monforte Arregui y Angel Olarte Lasa |
| (PSE-PSOE)             | 99.972  | 26,10 | 2       | Angel García Ronda y Enrique Múgica Herzog                                        |
| (HB)                   | 74.217  | 19,38 | 1       | Ignacio Esnaola Etcheberry                                                        |
| (EE)                   | 38.156  | 9,96  | 1       | Juan María Bandrés Molet                                                          |

### Diputados elegidos para la III Legislatura (1986-1989)
| Partidos y coaliciones | Votos  | %     | Escaños | Miembros electos                                                                                             |
| ---------------------- | ------ | ----- | ------- | --- |
| (PNV)                  | 99.515 | 28,80 | 2       | Joseba M. Azkárraga Rodero y Ignacio María Oliveri Albisu                                                    |
| (PSE-PSOE)             | 80.336 | 23,25 | 2       | Ángel García Ronda y Enrique Múgica Herzog                                                                   |
| (HB)                   | 80.032 | 23,16 | 2       | Itziar Aizpurúa Egaña (no tomó posesión del cargo) y Ignacio Esnaola Etcheberry (no tomó posesión del cargo) |
| (EE)                   | 37.237 | 10,78 | 1       | Juan María Bandrés Molet (1986-1989) (sustituto: Carlos Sanz Díez De Ure)                                    |

### Diputados elegidos para la IV Legislatura (1989-1993)
| Partidos y coaliciones | Votos  | %     | Escaños | Miembros electos |
| ---------------------- | ------ | ----- | ------- | --- |
| (HB)                   | 78.138 | 22,19 | 2       | Itziar Aizpurúa Egaña (tomó posesión del cargo en 1990) y Ignacio Esnaola Etcheberry (no tomó posesión del cargo) (sustituto: Rafael Díez Usabiaga, toma posesión del cargo en 1990) |
| (PSE-PSOE)             | 70.183 | 19,93 | 2       | Ángel García Ronda y Enrique Múgica Herzog |
| (EA)                   | 63.569 | 18,05 | 1       | Ignacio María Oliveri Albisu (1989-1991) (sustituta: María Esther Larrañaga Galdós)                                                                                                  |
| (PNV)                  | 57.290 | 16,27 | 1       | Antonio Marquet Artola (1989-1992) (sustituto: Joxe Joan González de Txabarri Miranda)                                                                                               |
| (EE)                   | 36.857 | 10,47 | 1       | Koro Garmendia Galbete |

### Diputados elegidos para la V Legislatura (1993-1996)
| Partidos y coaliciones | Votos  | %     | Escaños | Miembros electos                           |
| ---------------------- | ------ | ----- | ------- | ------------------------------------------ |
| (PSE-EE/PSOE)          | 86.410 | 23,79 | 2       | Angel García Ronda y Enrique Múgica Herzog |
| (HB)                   | 76.309 | 21,01 | 1       | Rafael Díez Usabiaga                       |
| EuE (EA-EuE)           | 66.645 | 18,35 | 1       | Xabier Albistur Marín                      |
| (EAJ-PNV)              | 64.195 | 17,67 | 1       | Joxe Joan González de Txabarri Miranda     |
| (PP)                   | 42.934 | 11,82 | 1       | José Eugenio Azpiroz Villar                |

### Diputados elegidos para la VI Legislatura (1996-2000)
| Partidos y coaliciones | Votos  | %     | Escaños | Miembros electos                                          |
| ---------------------- | ------ | ----- | ------- | --------------------------------------------------------- |
| (PSE-EE/PSOE)          | 89.645 | 23,16 | 2       | Elvira Cortajarena Iturrioz y Enrique Múgica Herzog       |
| (EAJ-PNV)              | 77.976 | 20,15 | 1       | Joxe Joan González de Txabarri Miranda                    |
| (HB)                   | 72.829 | 18,82 | 1       | María Jesús Arostegui Beraza (no tomó posesión del cargo) |
| (EA)                   | 58.030 | 14,99 | 1       | Begoña Lasagabaster Olazábal                              |
| (PP)                   | 56.651 | 14,64 | 1       | José Eugenio Azpiroz Villar                               |

### Diputados elegidos para la VII Legislatura (2000-2004)
| Partidos y coaliciones | Votos  | %     | Escaños | Miembros electos                                                                                              |
| ---------------------- | ------ | ----- | ------- | --- |
| (EAJ-PNV)              | 89.783 | 28,76 | 2       | Joxe Joan González de Txabarri Miranda (2000-2003) (sustituto: Jon Jauregi Bereziartua) y Iñaki Txueka Isasti |
| (PP)                   | 79.696 | 25,53 | 2       | José Eugenio Azpiroz Villar y Gustavo Manuel de Arístegui y San Román                                         |
| (PSE-EE/PSOE)          | 76.731 | 24,58 | 1       | Elvira Cortajarena Iturrioz                                                                                   |
| (EA)                   | 45.525 | 14,58 | 1       | Begoña Lasagabaster Olazábal                                                                                  |

### Diputados elegidos para la VIII Legislatura (2004-2008)
| Partidos y coaliciones | Votos   | %     | Escaños | Miembros electos                                     |
| ---------------------- | ------- | ----- | ------- | ---------------------------------------------------- |
| (EAJ-PNV)              | 115.402 | 31,42 | 2       | José Ramón Beloki Guerra y Iñaki Txueka Isasti       |
| (PSE-EE/PSOE)          | 98.100  | 26,71 | 2       | Elvira Cortajarena Iturrioz y Manuel Huertas Vicente |
| (PP)                   | 56.904  | 15,49 | 1       | José Eugenio Azpiroz Villar                          |
| (EA)                   | 42.971  | 11,70 | 1       | Begoña Lasagabaster Olazábal                         |

### Diputados elegidos para la IX Legislatura (2008-2011)
| Partidos y coaliciones | Votos   | %     | Escaños | Miembros electos |
| ---------------------- | ------- | ----- | ------- | --- |
| (PSE-EE/PSOE)          | 127.840 | 39,91 | 3       | Elvira Cortajarena Iturrioz (2008-2009) (sustituta: María del Carmen Juana Achutegui Basagoiti), Miguel Ángel Buen Lacambra (2008-2009) (sustituto: Fernando Boada González) y Ernesto José Gasco Gonzalo (2008-2009) (sustituta: María Arritokieta Marañón Basarte) |
| (EAJ-PNV)              | 77.903  | 24,32 | 2       | José Ramón Beloki Guerra y Joseba Andoni Agirretxea Urresti |
| (PP)                   | 47.858  | 14,94 | 1       | José Eugenio Azpiroz Villar |

### Diputados elegidos para la X Legislatura (2011-2016)
| Partidos y coaliciones | Votos   | %     | Escaños | Miembros electos                                                                           |
| ---------------------- | ------- | ----- | ------- | ------------------------------------------------------------------------------------------ |
| (AMAIUR)               | 130.055 | 35,18 | 3       | Maite Ariztegui Larrañaga, Rafael Larreina Valderrama y Xabier Mikel Errekondo Saltsamendi |
| (EAJ-PNV)              | 83.703  | 22,64 | 1       | Arantza Tapia Otaegi (2011-2012) (sustituto: Joseba Andoni Agirretxea Urresti)             |
| (PSE-EE/PSOE)          | 78.462  | 21,22 | 1       | Odón Elorza González                                                                       |
| (PP)                   | 51.362  | 13,89 | 1       | José Eugenio Azpiroz Villar                                                                |

### Diputados elegidos para la XI Legislatura (2016-2016)
| Partidos y coaliciones | Votos  | %     | Escaños | Miembros electos                                            |
| ---------------------- | ------ | ----- | ------- | ----------------------------------------------------------- |
| (PODEMOS/AHAL DUGU)    | 98.533 | 25,47 | 2       | Nayua Miriam Alba Goveli y Fernando Iglesias García         |
| (EAJ-PNV)              | 91.359 | 23,62 | 2       | Joseba Andoni Agirretxea Urresti y Íñigo Barandiaran Benito |
| (EH Bildu)             | 81.257 | 21,00 | 1       | Marian Beitialarrangoitia Lizarralde                        |
| (PSE-EE/PSOE)          | 51.764 | 13,38 | 1       | Odón Elorza González                                        |

### Diputados elegidos para la XII Legislatura (2016-2019)
| Partidos y coaliciones | Votos   | %     | Escaños | Miembros electos                                            |
| ---------------------- | ------- | ----- | ------- | ----------------------------------------------------------- |
| (PODEMOS/AHAL DUGU)    | 104.566 | 28,82 | 2       | Nayua Miriam Alba Goveli y María Isabel Salud Areste        |
| (EAJ-PNV)              | 85.015  | 23,43 | 2       | Joseba Andoni Agirretxea Urresti y Íñigo Barandiaran Benito |
| (EH Bildu)             | 69.828  | 19,25 | 1       | Marian Beitialarrangoitia Lizarralde                        |
| (PSE-EE/PSOE)          | 51.449  | 14,18 | 1       | Odón Elorza González                                        |

### Diputados elegidos para la XIII Legislatura (2019-2019)
| Partidos y coaliciones    | Votos   | %     | Escaños | Miembros electos                                            |
| ------------------------- | ------- | ----- | ------- | ----------------------------------------------------------- |
| (EAJ-PNV)                 | 119.106 | 29.09 | 2       | Joseba Andoni Agirretxea Urresti y Íñigo Barandiaran Benito |
| (EH Bildu)                | 95.901  | 23,42 | 2       | Jon Iñarritu García y Mertxe Aizpurua Arzallus              |
| (PSE-EE/PSOE)             | 77.128  | 18,84 | 1       | Odón Elorza González                                        |
| (PODEMOS-IU-EQUO BERDEAK) | 70.671  | 17,26 | 1       | Pilar Garrido Gutiérrez                                     |

### Diputados elegidos para la XIV Legislatura (2019-2023)
| Partidos y coaliciones | Votos   | %     | Escaños | Miembros electos                                            |
| ---------------------- | ------- | ----- | ------- | ----------------------------------------------------------- |
| (EAJ-PNV)              | 116.125 | 30.57 | 2       | Joseba Andoni Agirretxea Urresti e Iñigo Barandiaran Benito |
| (EH Bildu)             | 98.391  | 25,90 | 2       | Mertxe Aizpurua Arzallus y Jon Iñarritu García              |
| (PSE-EE (PSOE))        | 68.663  | 18,08 | 1       | Odón Elorza González                                        |
| (PODEMOS-IU)           | 56.787  | 14,95 | 1       | Pilar Garrido Gutiérrez                                     |

### Diputados elegidos para la XV Legislatura (2023-act)
| Partidos y coaliciones | Votos   | %     | Escaños | Miembros electos                                              |
| ---------------------- | ------- | ----- | ------- | ------------------------------------------------------------- |
| (EH Bildu)             | 116.414 | 31,26 | 2       | Mertxe Aizpurua Arzallus y Jon Iñarritu García                |
| (PSE-EE (PSOE))        | 86.711  | 23,28 | 2       | Rafaela Romero Pozo y María Luisa del Pilar García Gurruchaga |
| (EAJ-PNV)              | 84.338  | 22,65 | 2       | Maribel Vaquero Montero y Joseba Andoni Agirretxea Urresti    |

## Senado

### Senadores obtenidos por partido (1977-2023)
| Candidatura            | Candidatura                | 1977 | 1979 | 1982 | 1986 | 1989 | 1993 | 1996 | 2000 | 2004 | 2008 | 2011 | 2015 | 2016 | 2019 (I) | 2019 (II) | 2023 |
| ---------------------- | -------------------------- | ---- | ---- | ---- | ---- | ---- | ---- | ---- | ---- | ---- | ---- | ---- | ---- | ---- | -------- | --------- | ---- |
|                        | Partido Nacionalista Vasco | 3    | 3    | 3    | 3    | 0    | 0    | 1    | 3    | 3    | 1    | 1    | 3    | 2    | 3        | 3         | 1    |
|                        | PSOE                       | 1    | 0    | 1    | 0    | 1    | 3    | 3    | 0    | 1    | 3    | 0    | 0    | 0    | 0        | 0         | 0    |
|                        | Euskal Herria Bildu        |      |      |      |      |      |      |      |      |      |      | 3*   | 1    | 1    | 1        | 1         | 3    |
|                        | Elkarrekin Podemos         |      |      |      |      |      |      |      |      |      |      |      | 1    | 2    | 0        | 0         | 0    |
|                        | Partido Popular            | 0*   | 0    | 0*   | 0*   | 0    | 0    | 0    | 1    | 0    | 0    | 0    | 0    | 0    | 0        | 0         | 0    |
| Partidos desaparecidos |                            |      |      |      |      |      |      |      |      |      |      |      |      |      |          |           |      |
|                        | Herri Batasuna             |      | 1    | 0    | 1    | 3    | 1    | 0    | 0    |      |      |      |      |      |          |           |      |
| Total                  | Total                      | 4    | 4    | 4    | 4    | 4    | 4    | 4    | 4    | 4    | 4    | 4    | 4    | 4    | 4        | 4         | 4    |

- En las Elecciones generales de 1977, el Partido Popular se presentó como Alianza Popular (AP).
- En las Elecciones generales de 1982, el Partido Popular se presentó como Alianza Popular-Partido Demócrata Popular (AP-PDP).
- En las Elecciones generales de 1986, el Partido Popular se presentó como Coalición Popular (CP).
- En las Elecciones generales de 2011, Euskal Herria Bildu se presentó como Amaiur.